# Intrusion (2021)
Intrusion ist ein US-amerikanischer Psychothriller des Regisseurs Adam Salky aus dem Jahr 2021. Am 22. September 2021 wurde der Film weltweit bei Netflix veröffentlicht. Der Film handelt von einem Paar, in dessen abgelegenes Haus in der Wüste New Mexicos eingebrochen wird.

## Handlung
Die Psychologin Meera Parsons, die jüngst eine Krebserkrankung überwunden hat, ist seit zwölf Jahren mit dem Architekten Henry Parsons verheiratet. Dieser hat für sie eine weitläufige, noble und moderne Villa entworfen und auf einem abgelegenen Wüstengrundstück in New Mexico erbaut. Erst kürzlich ist das junge Paar aus Boston dorthin nach Corrales umgezogen.
Eines Abends gehen die beiden gemeinsam aus. Während ihres Restaurantbesuchs verschaffen sich drei maskierte Männer Zutritt zu dem Anwesen und verwüsten das Haus. Der Polizei gegenüber gibt das Paar an, dass lediglich zwei Handys und ein Laptop fehlen. Damit sie sich in ihrem Haus wieder sicher fühlen können, installiert Henry eine Alarmanlage, Bewegungsmelder und Außenbeleuchtung. Dennoch kehren die Einbrecher eines Nachts zurück, während Meera und Henry anwesend sind. Mit der in einem Blumentopf einer Zimmerpflanze versteckten Waffe erschießt Henry zwei der drei Eindringlinge. Einer der Männer wird dabei auf der Flucht vor Henry von ihm tödlich in den Rücken getroffen. Dies traumatisiert Meera, die vom Verhalten ihres Mannes entsetzt ist, zumal sie von der versteckten Waffe keine Kenntnis hatte.
Vom ermittelnden Detective Stephen Morse erfährt das Paar, dass alle drei Einbrecher zur ebenfalls in Corrales wohnhaften Familie Cobb gehören und sich Dylan Cobb mit seinen bei dem Einbruch erlittenen Verletzungen auf der Intensivstation des örtlichen Krankenhauses befindet. Zudem berichtet Morse von einem weiteren Familienmitglied, der Studentin Christine Cobb, die seit einiger Zeit vermisst wird.
Henry macht sich kurz darauf spät abends mit seinem Auto auf den Weg in die Stadt, um noch ein paar Einkäufe zu erledigen, vergisst allerdings sein Portemonnaie mitzunehmen. Nachdem Meera ihn vergeblich versucht hat telefonisch zu erreichen, folgt sie ihm mit ihrem Wagen und wird Zeuge, wie Henry zum Krankenhaus abbiegt. Bevor sie ihn einholen kann, wird sie in einen Verkehrsunfall verwickelt. Zuhause erklärt ihr Henry, er sei lediglich falsch abgebogen. Als sie jedoch erfährt, dass Dylan Cobb in eben jener Nacht im Krankenhaus verstorben sei, wird sie misstrauisch und beginnt eigene Nachforschungen anzustellen.
Weil sich ihr eigener Wagen infolge des Verkehrsunfalls noch in der Reparatur befindet, nimmt Meera das Fahrzeug ihres Mannes und bemerkt, dass sich in der Liste der letzten Ziele des Navigationssystems die Anschrift der Familie Cobb befindet. In dem Trailerpark verschafft sie sich Zutritt zu dem Trailer der Familie Cobb, wo sie einen Briefumschlag findet, der das Logo der Firma ihres Mannes trägt. Zudem nimmt sie eine Videokamera an sich, die sich im Briefkasten der Familie befindet. Sie kann das Videomaterial nicht abspielen, weil die Videokamera defekt ist, weswegen sie bei einem Online-Händler eine neue Kamera bestellt und sich an die Adresse ihrer Praxis schicken lässt. Unterdessen nimmt sie das Arbeitszimmer ihres Mannes genauer unter die Lupe und entdeckt einen USB-Stick, der Fotos enthält, welche zeigen, dass Dylan Cobb am Bau ihres Hauses beteiligt war und auch Christine Cobb die Baustelle besucht hatte.
Als Meera ihren Mann mit ihren Erkenntnissen konfrontiert, offenbart er ihr, ihre Ersparnisse hätten nicht zum Bau ihres Hauses ausgereicht, weswegen er Betrug begangen habe. Als er sah, wie Christine von Dylan misshandelt worden sei, habe er Dylan gefeuert, der ihn daraufhin erpresst und Zahlungen von Henry erhalten habe. Inzwischen fließen aber nun keine Gelder mehr an Dylan, woraufhin sich die Familie an ihm gerächt habe und mehrfach ins Haus eingebrochen sei.
Meera lässt sich durch Henrys Erklärungen beruhigen und davon überzeugen, sie sollten ihre Freunde einladen und eine Einweihungsparty in ihrem neuen Haus feiern. Nachdem sie jedoch aus den Nachrichten erfährt, Christine Cobb werde noch immer vermisst, entscheidet sie, sich die Aufnahmen mithilfe der bestellten Videokamera anzuschauen. In der Aufnahme wird Henry von Dylan beschuldigt, für Christines Verschwinden verantwortlich zu sein. Diese habe Dylan im Haus der Parsons mit seinem Hund versucht aufzuspüren, der sich im Arbeitszimmer auffällig verhalten habe. Eben dort setzt Meera ihre Suche fort und entdeckt eine hinter der Wandvertäfelung versteckte Tür, die eine Treppe freigibt, welche sie in ihr bislang unbekannte Kellerräume führt. Dort findet sie die vermisste Frau angekettet und versucht diese zu befreien. Doch bevor ihr dies gelingt, wird sie von Henry überrascht, der Meera überwältigt, sie fesselt und ihr eingesteht, schon immer von Mordlust heimgesucht worden zu sein. Meera wird klar, dass ihr Mann ihr Haus in der Abgeschiedenheit der Wüste erbaut hat, um Frauen ungestraft entführen und töten zu können. Henry lässt die beiden Frauen zurück, um die Gäste nach Hause zu schicken und ihnen mitzuteilen, Meera habe sich schlafen gelegt. Derweil gelingt es Meera nicht nur sich selbst, sondern auch Christine zu befreien. Meera kann Christines Vertrauen gewinnen und sie überzeugen, sich gemeinsam mit ihr gegen Henry zur Wehr zu setzen. Auf der gemeinsamen Flucht wird Meera von Henry niedergeschlagen und Christine wird zurück in den Keller gebracht. Meera gelingt es allerdings, den Mord an Christine zu verhindern, indem sie Henry durch einen Schlag mit einem stumpfen Gegenstand auf den Kopf tötet.
Die Geschehnisse lassen es nicht zu, dass Meera weiterhin das Haus bewohnt, weswegen sie sich zum Auszug und Verkauf entscheidet.

## Produktion
Mit Intrusion drehte Pinto nach Love Wedding Repeat und Hillbilly-Elegie die dritte Netflix-Produktion in Folge.
Der Film wurde in Albuquerque und Corrales in New Mexico gedreht.
Eine frühe Version des Drehbuchs sah vor, dass das Paar nach Maine zieht und dort in einer Hütte am Waldrand lebt. Aufgrund der COVID-19-Pandemie konnten die Dreharbeiten jedoch nicht wie ursprünglich geplant in Maine vorgenommen werden, so dass die Handlung und die Dreharbeiten nach Albuquerque in New Mexico verlegt wurden. Einige Szenen entstanden in den Albuquerque Studios am University Boulevard in Albuquerque.

## Synchronisation
Die deutschsprachige Synchronisation entstand durch Eclair Studios Germany nach einem Dialogbuch von Katharina Gräfe, die zugleich die Dialogregie führte.
| Darsteller              | Sprecher           | Rolle                   |
| ----------------------- | ------------------ | ----------------------- |
| Freida Pinto            | Marieke Oeffinger  | Meera Parsons           |
| Logan Marshall-Green    | Patrick Winczewski | Henry Parsons           |
| Sarah Minnich           | Sonja Spuhl        | Joanne Waterston        |
| Hayes Hargrove          | Michael Ernst      | Bill Waterston          |
| Megan Elisabeth Kelly   | Ronja Peters       | Christine Cobb          |
| Mark Sivertsen          | Dirc Simpson       | Dylan Cobb              |
| Robert John Burke       | Axel Lutter        | Detective Stephen Morse |
| Denielle Fisher Johnson | Wicki Kalaitzi     | Dr. Burke               |
| Clint Obenchain         | Jörg Pintsch       | Clint Oxbow             |

## Rezeption
Die Redaktion des Filmdienstes nennt Intrusion einen „Psychothriller, der sich ganz auf das Beziehungsdreieck Mann-Frau-Haus konzentriert und trotz einer nicht allzu raffinierten Story durch zwei starke Hauptdarsteller und eine durchweg atmosphärische Inszenierung spannend unterhält“. Sie vergab drei von fünf möglichen Punkten.
Mario Mirschberger von Esquire vertritt die Meinung, Intrusion sei „eigentlich ein spannender Film, der das Zeug zum Highlight der Woche auf Netflix und es vielleicht sogar in die Top 10 geschafft hätte“. Es konnte „eine tolle Schauspielerin für die Hauptrolle gewonnen werden“ und „der Plot des Films klingt sogar so spannend, dass wir Intrusion anfangs mit Thrillern wie Gone Girl verglichen hätten“, räumt Mirschberger ein, doch „der Film hat sehr viele Schwächen“. Dem Film mangele es „nicht nur [daran], dass Thriller-Fans wohl schon von Anfang an wissen, wie die Geschichte ausgehen könnte“, darüber hinaus habe er „viele Längen“, denn „die Geschichte könnte auch in 15 Minuten erzählt sein“. Ursächlich dafür sei Mirschberger zufolge, dass Netflix „sich wohl selbst etwas zu sehr unter Druck gesetzt“ habe, als Anfang 2021 angekündigt wurde, „jede Woche mindestens einen großen Film auf der Streaming-Plattform zu veröffentlichen“. Intrusion als „Produkt dieser Fließbandproduktion“ werde gegen Ende „spannender, so richtig in Fahrt kommt er allerdings nie“.

## Auszeichnungen
Intrusion wurde 2022 mit dem ReFrame-Stamp ausgezeichnet.